# 普拉塔普萨桑
普拉塔普萨桑（Pratapsasan），是印度奥里萨邦Khordha县的一个城镇。总人口11970（2001年）。

## 人口
该地2001年总人口11970人，其中男性6223人，女性5747人；0—6岁人口1350人，其中男710人，女640人；识字率66.32%，其中男性为74.43%，女性为57.53%。